# فورتیونا فوت هیلز (آریزونا)
فورتیونا فوت هیلز (به انگلیسی: Fortuna Foothills) یک منطقهٔ مسکونی در ایالات متحده آمریکا است که در شهرستان یوما، آریزونا واقع شده‌است. فورتیونا فوت هیلز ۱۰۳٫۷۶ کیلومتر مربع مساحت و ۲۶٬۲۶۵ نفر جمعیت دارد و ۱۰۲ متر بالاتر از سطح دریا واقع شده‌است.